# Stubaier Alperne
Stubaier Alperne er en bjerggruppe i Centralalperne der ligger i delstaten Tyrol i Østrig. De udgør Øst Alpernes næststørste bjergmassiv efter Ötztal Alperne (målt i arealet som ligger højere end 3.000 meter over havet). Massivet omfatter også en række større isbræer. Målt efter gruppens højeste top, må Stubaier Alpenes Zuckerhütl (3.507 moh.) derimod se sig slået af flere andre bjergmassiver i Alperne (bl.a. Ortler, Hohe Tauern, Zillertal Alperne).
Grænsen mellem Østrig (med Nord-Tyrol) og Italien (med Syd-Tyrol) passerer gennem Stubai Alperne langs med Alpernes hovedkam. Gruppens østrigske del er adskillig større end dens italienske.

## Afgrænsning
Stubaier Alperne afgrænsens 
- i nord af Oberinntal (mod Wetterstein- og Karwendelmassivet),
- i øst af Wipptal (mod Tux- og Zillertal Alperne),
- i syd af Jaufenpasset, Passeiertal og Timmelspasset (mod Sarntal-Alpene),
- i vest af Ötztal (mod Ötztal Alperne).

## Toppe
Stubaier Alpernes højeste toppe er:
- Zuckerhütl (3.507 moh.)
- Schrankogel (3.497 moh.)
- Ruderhofspitze (3.473 moh.)
- Wilder Pfaff (3.458 moh.)
- Wilder Freiger (3.419 moh.)

Andre toppe er kendt på grund af deres markante form og/eller den givende tur til toppen. Et udvalg af disse er:
- Habicht (3.277 moh.)
- Nockspitze (2.406 moh.)
- Serles (2.718 moh.)
- Stubaier Wildspitze (3.340 moh.)
- Tribulaun (2.780, 2.946 og 3.097 moh.)
- Wilde Leck (3.361 moh.)

## Dale og anden inddeling
Gennem flere større og mindre dale deles Stubaier Alperne i nogle mindre bjerggrupper. De vigtigste dale er Stubaital, som har givet navn til hele massivet, og som ligger midt i området; og Sellraintal helt i nord.
Omkring Sellraintal ligger Sellrainer Berge (op til 3.194 moh. i Gleirscher Fernerkogel). Mellem Inntal, Sellrain og Wipptal ligger Kalkkögel (op til 2.804 moh. i Schlicker Seespitze). Mellem Stubaital og Wipptal ligger Serleskamm (op til 2.840 moh. i Kirchdachspitze) og Habicht-Elfer-Kamm (op til 3.277 moh. i Habicht).
Resten af Stubaier Alpene omtales ofte som Hochstubai. Den omfatter de største isbrædækkede områder og gruppens højeste toppe.
- Wikimedia Commons har flere filer relateret til Stubaier Alperne

47°5′N 11°12′Ø / 47.083°N 11.200°Ø